# کرسلیووتسی
کرسلیووتسی (به بلغاری: Kreslyuvtsi) یک منطقهٔ مسکونی در بلغارستان است که در تریاونا واقع شده‌است.